# Водолазов, Григорий Григорьевич
Григо́рий Григо́рьевич Водола́зов (род. 1938, Владимир, СССР) — советский и российский историк, политолог, публицист, специалист в области международных отношений. Кандидат исторических наук (1967), доктор философских наук (1977), профессор МГИМО и РГГУ. Заведующий кафедрами МГУ и Академии общественных наук при ЦК КПСС.

## Биография
В 1960 году окончил факультет журналистики МГУ имени М. В. Ломоносова. Затем на протяжении трех лет работал в газете «Известия». Сотрудник журнала «Новый мир» в 1960-х. После окончания аспирантуры преподавал в МГУ имени М. В. Ломоносова.
В 1967 году МГУ имени М. В. Ломоносова защитил диссертацию на соискание учёной степени кандидата исторических наук по теме «Особенности развития социалистической мысли в России в отражении русской журналистики 60-70 годов XIX в.».
В 1977 году МГУ имени М. В. Ломоносова защитил диссертацию на соискание учёной степени доктора философских наук по теме «Марксистско-ленинская концепция всемирности исторического процесса и теория социальной революции» (специальность 09.00.01 — диалектический и исторический материализм).
В конце 1980-х ответственный секретарь и и. о. шеф-редактора международного журнала «Проблемы мира и социализма» (в Праге). Главный редактор международного журнала «Мегаполис», член международного совета журнала «Полис». Входит в состав редколлегии журнала «Философские науки».
Заведовал кафедрами философии гуманитарных факультетов МГУ, мировой политики Академии общественных наук при ЦК КПСС, политологии МГЛУ. Профессор кафедры политической теории Московского государственного института международных отношений (Университета) МИД России и преподаватель кафедры мировой политики и международных отношений РГГУ, президент Всероссийской ассоциации «Школа демократической культуры». Первый вице-президент Российской Академии политической науки, действительный член РАЕН.
Автор первого проекта программы Демократической партии коммунистов России (впоследствии — Народной партии «Свободная Россия»), член правления Народной партии «Свободная Россия» (1991—1993); с 1993 г. — член Народной партии России (партия Т. Гдляна).

## Основные работы
- От Чернышевского к Плеханову (об особенностях социалистической мысли в России). — М.: Издательство Московского университета, 1969. — 207 с.
- Диалектика и революция (методологические проблемы социальной революции). — М.: Издательство Московского университета, 1975. — 230 с.
- Стратегия классовых союзов. — М.: Мысль, 1985. — 85 с.
- «Дано иное (от номенклатурного социализма к номенклатурной демократии)». М., 1996.
- Идеалы и идолы. Мораль и политика: история, теория, личные судьбы. — М.: Культурная революция, 2006. — 863 с. ISBN 5-250-05999-6
- Уроки творчества, нравственности и свободы. — М.: Российский государственный гуманитарный университет, 2009. — 602 с. ISBN 978-5-7281-1097-2 : 1000 экз.
- Между реакцией и революцией: гуманистическая идея в русской истории. — М.: РГГУ, 2013. — 395 с. ISBN 978-5-7281-1469-7
- Мировой социально-политический процесс и идеология гуманизма XXI века / Г. Г. Водолазов и др.; Российский гос. гуманитарный ун-т. — М.: Ru-science com, 2017. — 357 с. ISBN 978-5-4365-1012-5 : 1000 экз.
- Теория политики : практикум : по укрупненной группе специальностей и направлений подготовки 41.00.00 «Политические науки и регионоведение» : учебное пособие для студентов высших учебных заведений, обучающихся по направлению подготовки (специальности) «Политология» / Т. А. Алексеева, Б. И. Ананьев, Г. Г. Водолазов [и др.]; под ред. Т. А. Алексеевой, И. Д. Лошкарёва ; Московский государственный институт международных отношений (Университет) МИД России. — М.: Аспект Пресс, 2019. — 478 с.(МГИМО).; ISBN 978-5-7567-1036-6
- Избранные лекции по теории политики и международных отношений / [Алексеева Т. А., Ананьев Б. И., Тимофеев И. Н. и др.]; под ред. Г. Г. Водолазова и Б. И. Ананьева; Федеральное государственное автономное образовательное учреждение высшего образования «Московский государственный институт международных отношений (университет) Министерства иностранных дел Российской Федерации», Кафедра политической теории. — М.: МГИМО-Университет, 2019.